# Агенция по геодезия, картография и кадастър
Агенцията по геодезия, картография и кадастър (съкратено АГКК) е изпълнителна агенция, която е юридическо лице със седалище София и със служби по геодезия, картография и кадастър в административните центрове на областите в страната.

## Създаване
Агенцията е създадена първоначално като Агенция по кадастъра въз основа на Закона за кадастъра и имотния регистър (ЗКИР), приет от 38-о народно събрание на 12 април 2000 г. и Устройствения правилник на Агенцията по кадастъра, приет на основание чл. 15 от ЗКИР и чл. 55 от Закона за администрацията с Постановление на Министерския съвет № 169 от 14 август 2000 г., обнародвано в Държавен вестник, бр. 69 от 22 август 2000 г.
Чрез Агенцията по кадастъра министърът на регионалното развитие и благоустройството провежда дейността по кадастъра в съответствие с правомощията си по ЗКИР.

## Преобразуване в АГКК
С приетия от 40-о Народно събрание на 23 март 2006 г. Закон за геодезията и картографията (ЗГК) и съответните изменения в ЗКИР Агенцията по кадастъра е преобразувана в Агенция по геодезия, картография и кадастър. Чрез Агенцията по геодезия, картография и кадастър министърът на регионалното развитие и благоустройството провежда и дейността в областта на геодезията и картографията в съответствие с правомощията си по ЗГК, в допълнение на дотогавашните си законови правомощия по отношение само на кадастъра.

## Дейност на АГКК
Агенцията по геодезия, картография и кадастър е администрация и второстепенен разпоредител с бюджетни кредити към министъра на регионалното развитие и благоустройството за осъществяване на дейностите по кадастъра съгласно Закона за кадастъра и имотния регистър и за дейностите в областта на геодезията и картографията съгласно Закона за геодезията и картографията.